# Линдхаген, Анна
Анна Линдхаген (швед. Anna Lindhagen, полное имя Anna Jakobina Johanna Lindhagen; 1870—1941) — шведская активистка и политик.

## Биография
Родилась 7 апреля 1870 года в Стокгольме в семье Альберта Линдхагена, у неё было два брата — Карл Линдхаген и Артур Линдхаген. 
Анна Линдхаген получила медицинское образование (медсестра) в Школе медсестёр Красного Креста и с большой отдачей работала инспектором по уходу за детьми в Стокгольмском консультативном совете по уходу за бедными в 1902–1925 годах. Одновременно в 1911–1916 годах была редактором журнала Morgonbris Шведской социал-демократической женской ассоциации, а в 1911–1923 годах — членом городского совета Стокгольма. Линдхаген первой в Швеции предложила оказывать социальную помощь вдовам и сиротам. В апреле 1915 года она была одним из 16 делегатов от Швеции на Международной конференции для женщин в Гааге.
Анна Линдхаген, вместе с Анной Обергссон, была движущей силой в развитии садов-колоний в Швеции. В 1906 году по их инициативе была основана Ассоциация колониальных садов в Стокгольме (Föreningen koloniträdgårdar i Stockholm), предшественник нынешней ассоциации Föreningen Stor-Stockholms Koloniträdgårdar, где Анна Линдхаген стала директором, а Анна Обергссон —  казначеем. Обе они были членами Стокгольмского совета красоты с 1921 года.
Анна Линдхаген также участвовала в борьбе за права женщин, в частности, за право голоса. Её брат Карл был известен как один из самых активных сторонников женского движения в риксдаге. Линдхаген созвала собрание для создания женской ассоциации права голоса, которая стала Национальной ассоциацией за политические права женщин (Landsföreningen för kvinnans politiska rösträtt).
Умерла 15 мая 1941 года в Стокгольме. Похоронена на Северном кладбище (Норра бегравнингсплатсен) в Стокгольме. Замужем не была.
В Стокгольме Линдхаген c 1934 года до своей смерти жила на верхнем этаже исторического здания на улице Fjällgatan 34, где регулярно организовывала вечера с музыкой и лекциями известных авторов, художников, учёных и музыкантов. Одна из комнат — Гражданская комната Стигбергет стала музеем.

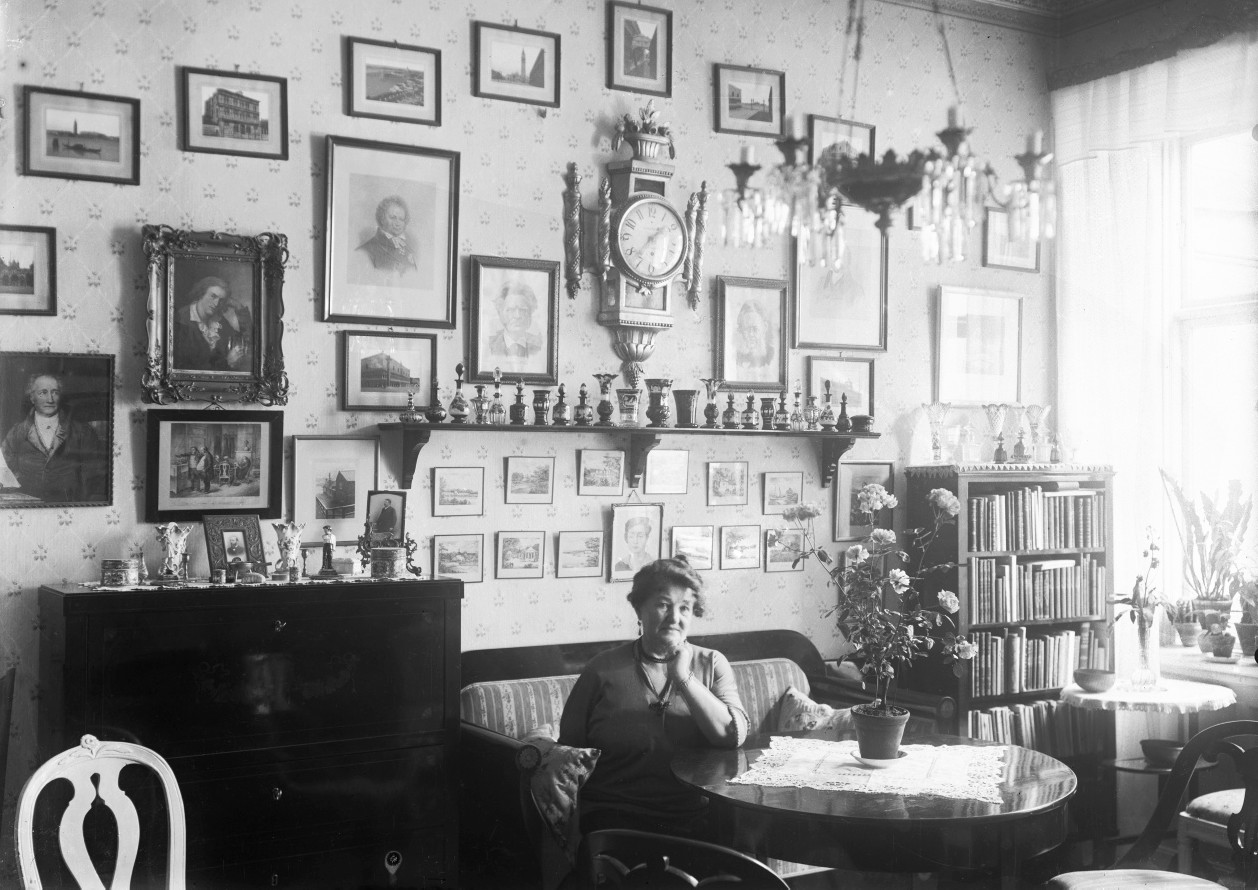
Анна Линдхаген на своем этаже
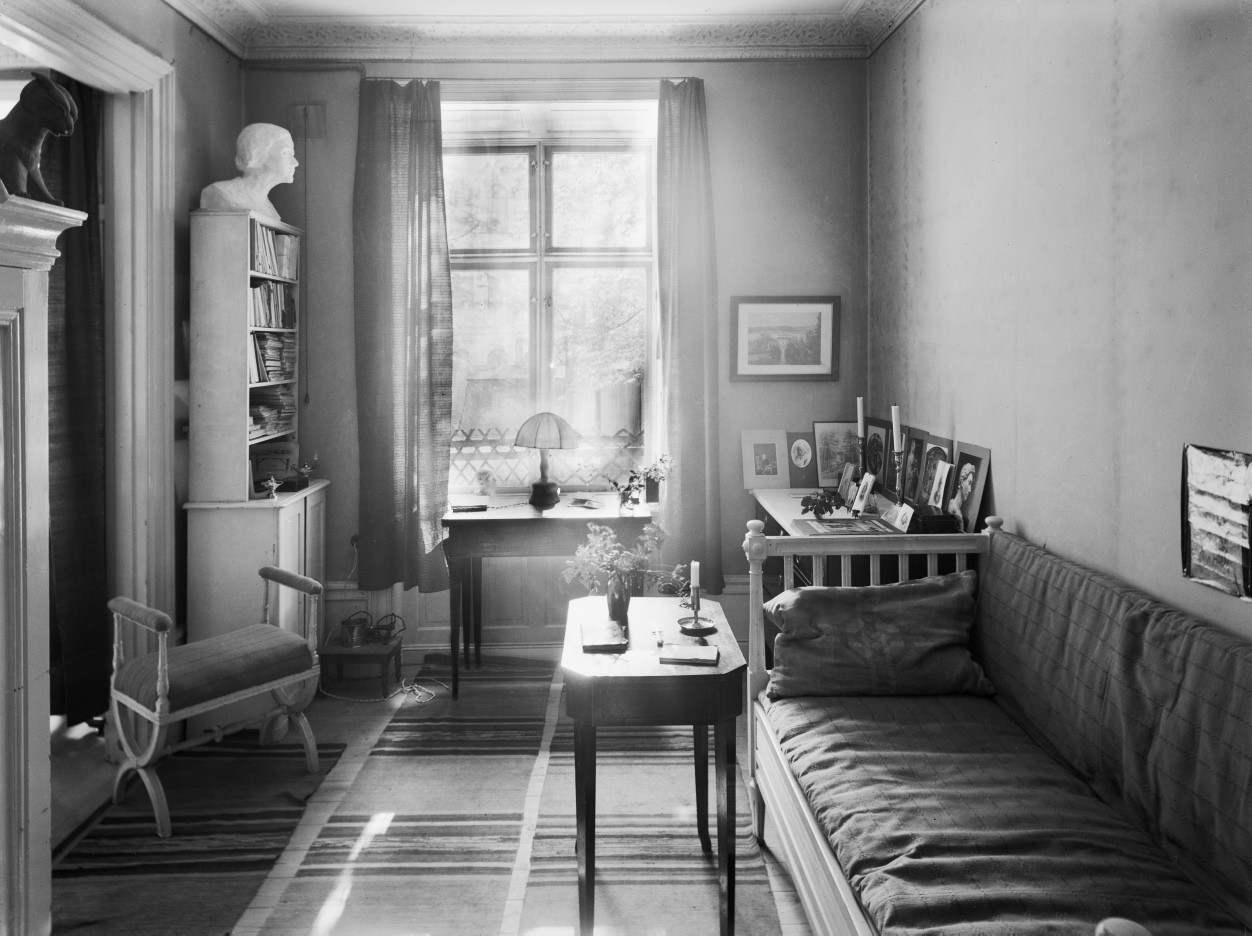
Кабинет Анны Линдхаген
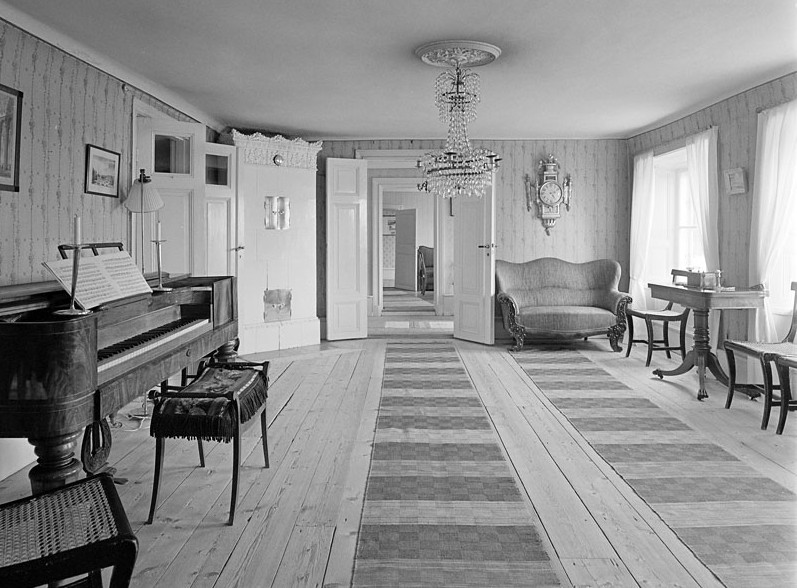
Гражданская комната Стигбергет

## Память

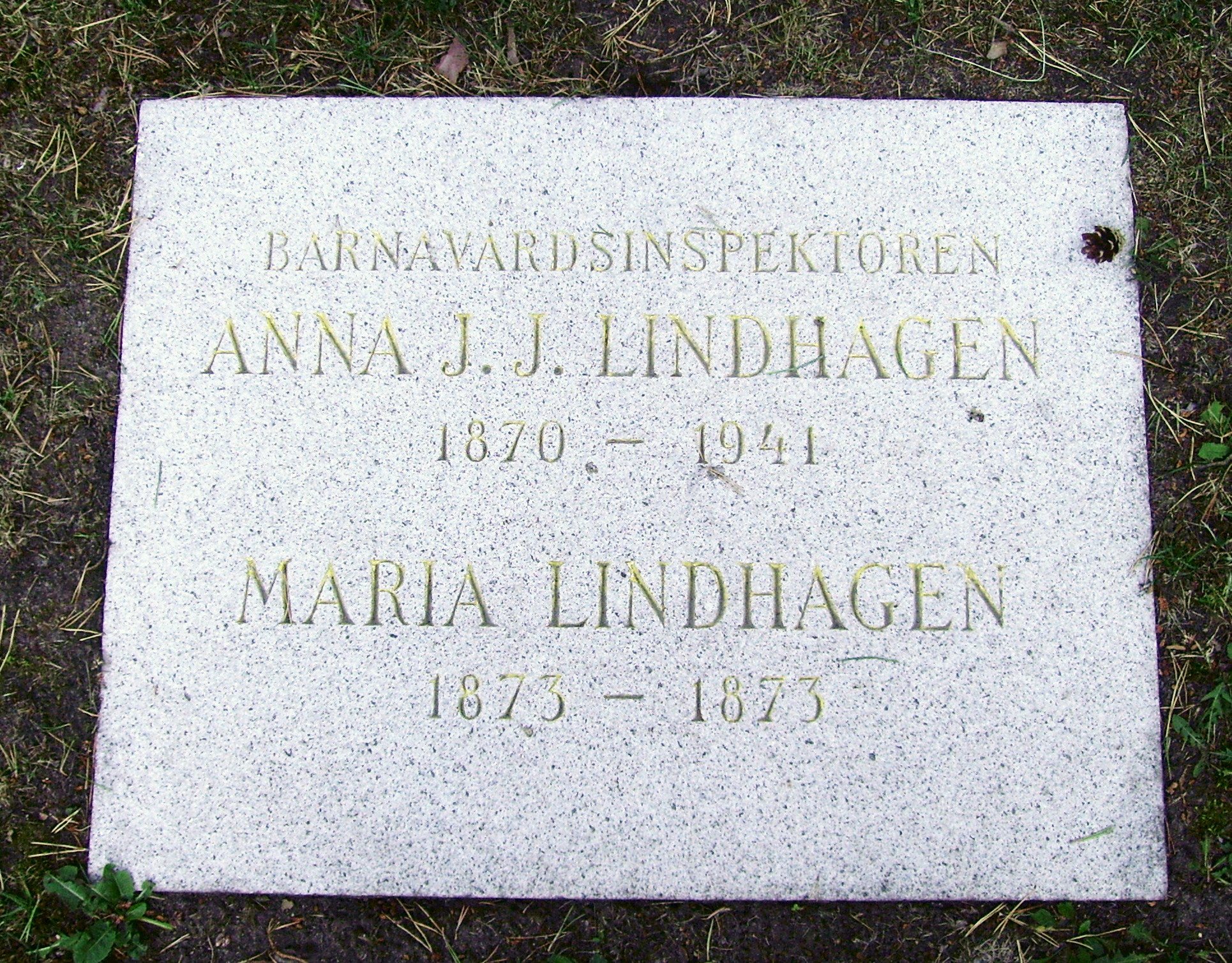
Надгробие Анны Линдхаген
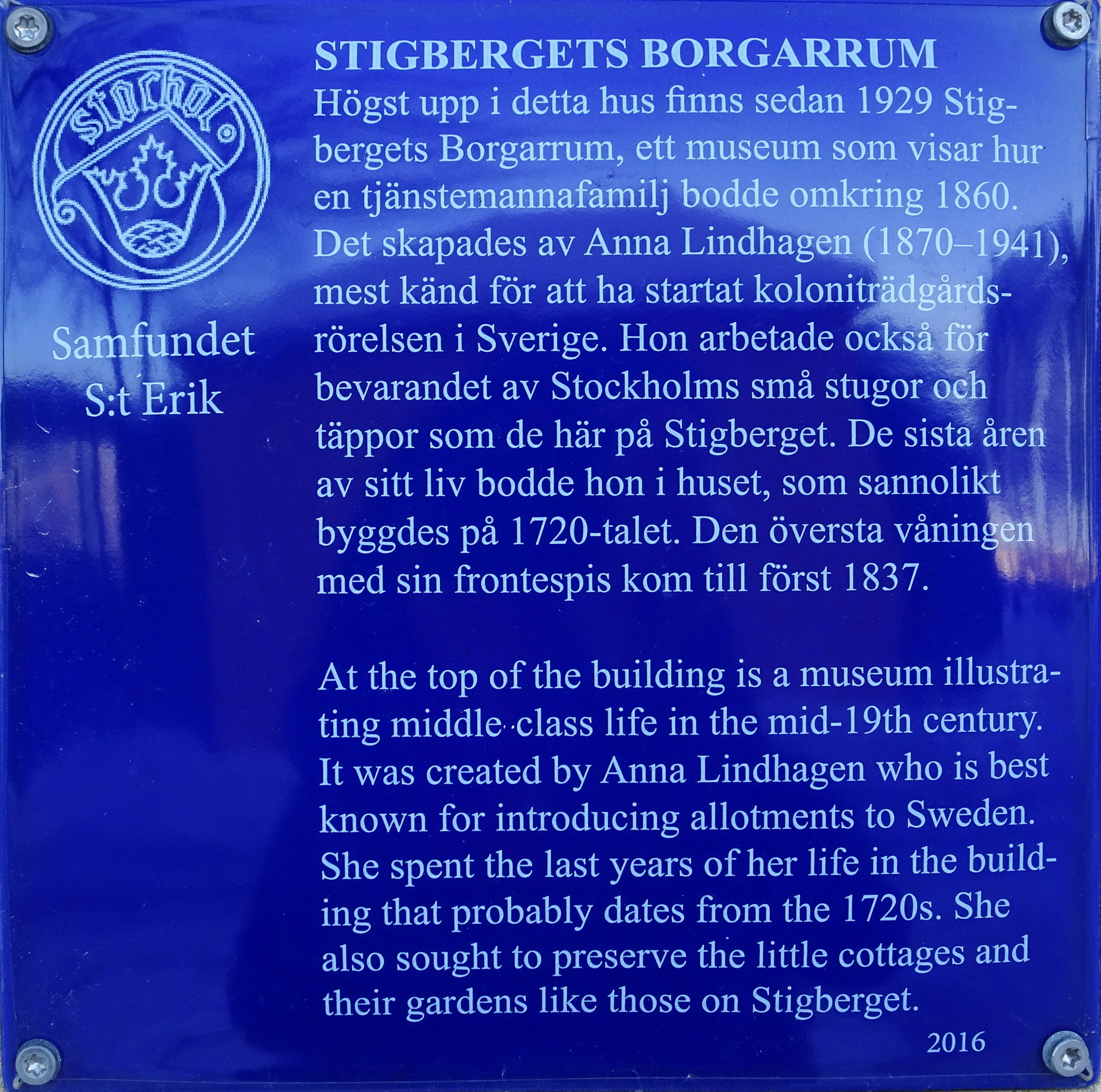
Табличка на доме, где она жила
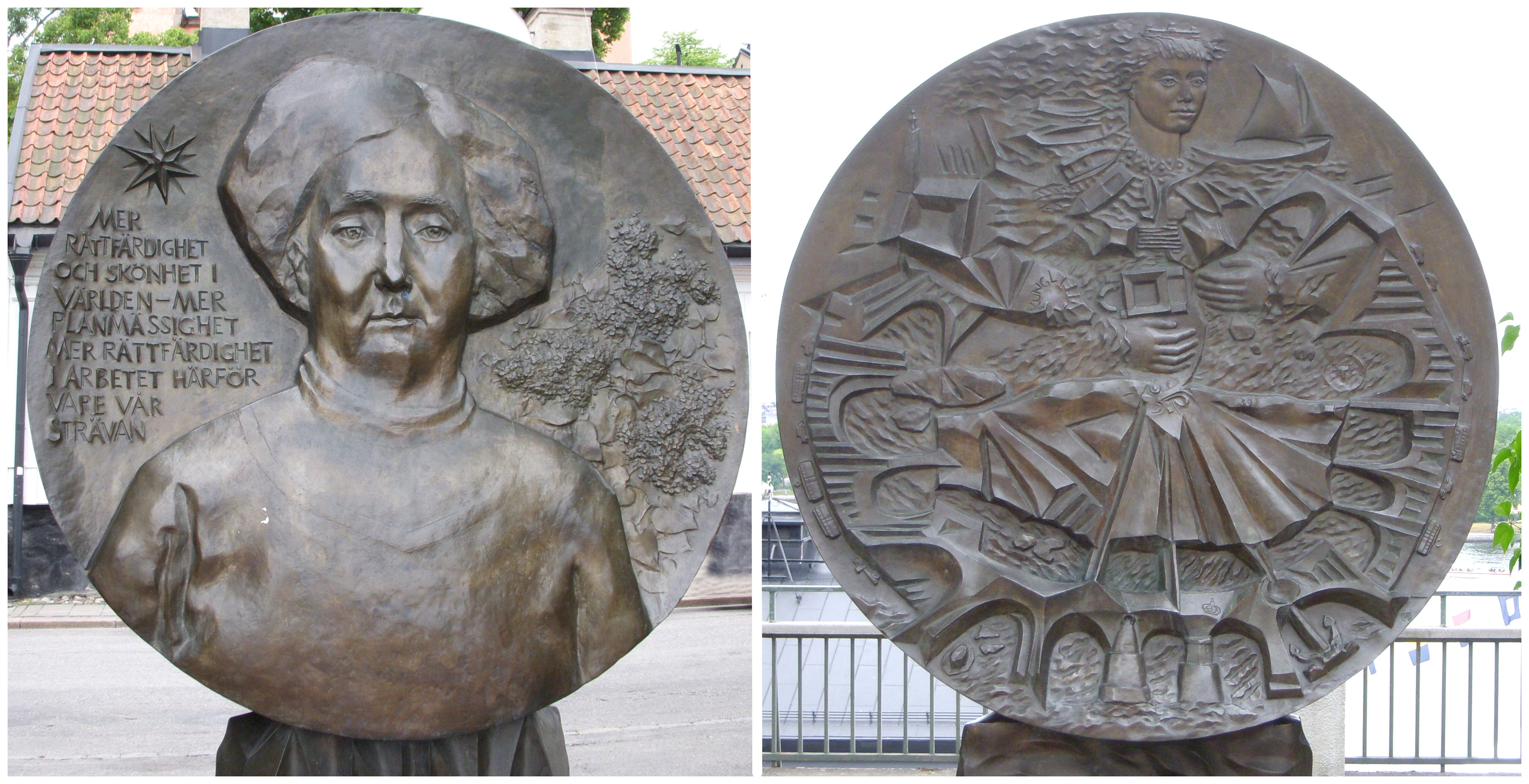
Памятник в Стокгольме